# Renate Blume
Renate Blume, född 3 maj 1944 i Bad Wildungen, Hessen, är en tysk skådespelerska.

## Roller i urval
- 1964 – Der geteilte Himmel
- 1978, 1998 – Polizeiruf 110 (TV-serie)
- 1980 – Archiv des Todes (TV-serie)
- 1982 – Der Prinz hinter den Sieben Meeren
- 1992, 2007 – Tatort (TV-serie)